# Ваймакарірі
Ваймакарірі (маор. Waimakariri; англ. Waimakariri River) — річка, одна з найбільших водних артерій регіону Кентербері на східному узбережжі Південного острова Нової Зеландії. Вона тече 151 км, в переважному напрямку на південний схід від Південних Альп через рівнину Кентербері до Тихого океану.

## Назва

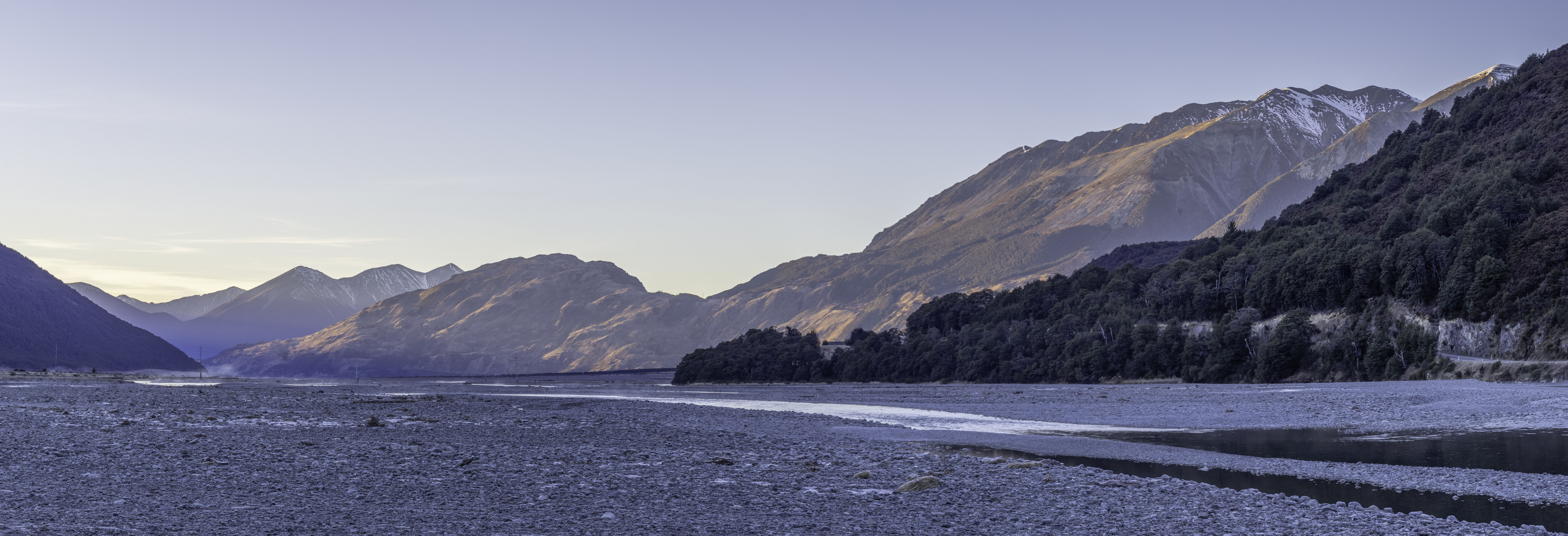
Річка поруч з перевалом Артура.

Точна етимологія на мові маорі назви Ваймакарірі достеменно невідома. Найпоширенішим перекладом назви є «річка холодної бурхливої води», що походить від маорських слів wai, що означає вода, і makariri, що означає холод. Крім того, як mākā, так і riri перекладаються як енергійні або розлючені відповідно, що ускладнює визначення точного етимологічного походження назви. Річка була ненадовго перейменована на річку Куртені в 1849 році головним землеміром Кентерберійської асоціації Джозефом Томасом на честь лорда Куртене. Однак ця назва швидко не використовувалася на користь традиційного імені маорі. Ваймакарірі в розмові називається «Ваймак», скорочення імені маорі.

## Русло річки

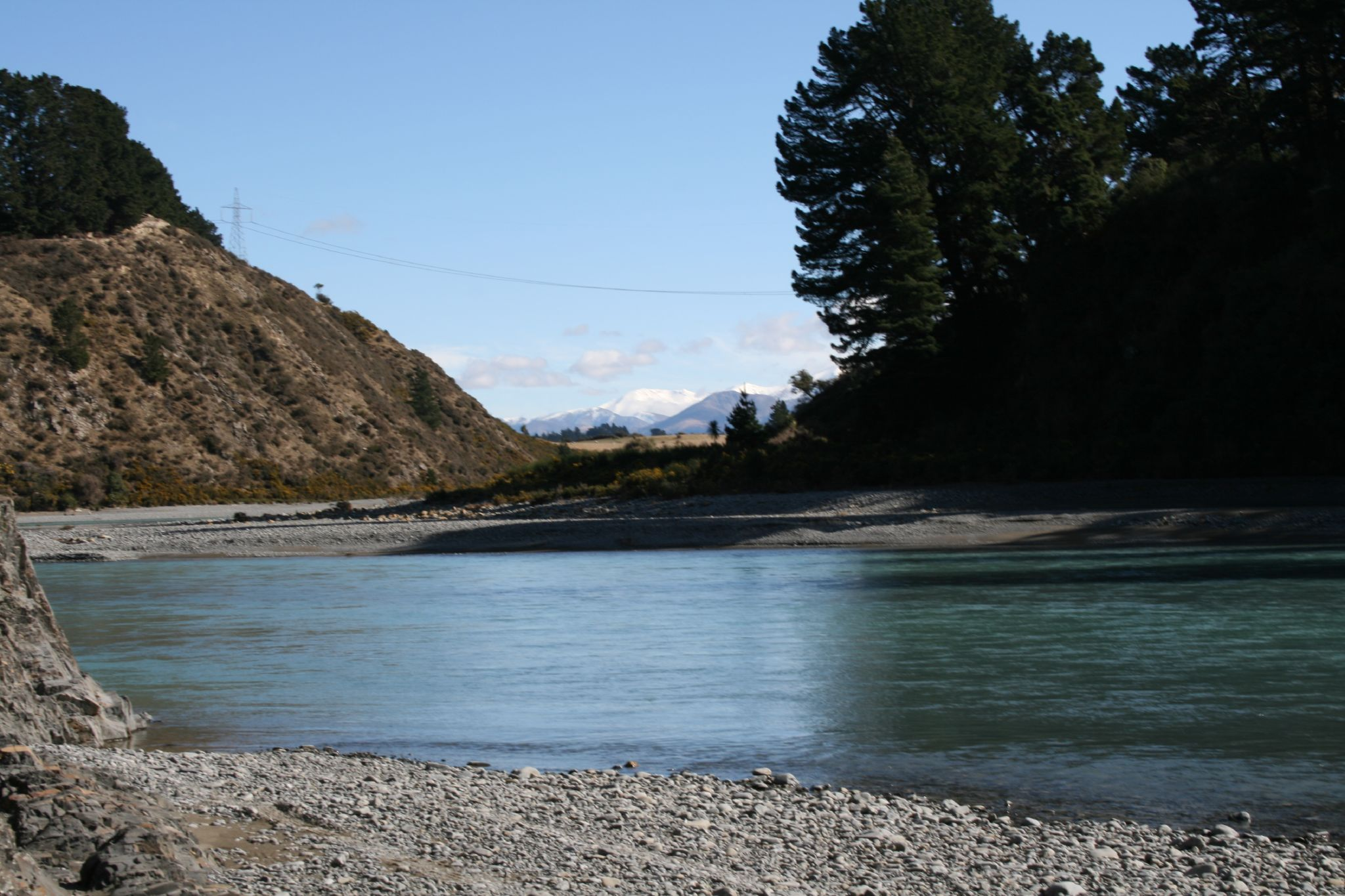
Ваймакарірі біля ущелини.

Річка починає свій витік на східних флангах Південних Альп, за п'ять кілометрів на захід від перевалу Артура. На більшій частині верхньої течії річка плетена. Коли річка наближається до рівнини Кентербері, вона проходить через пояс гір втискаючись у вузький каньйон (ущелина Ваймакарірі), перше ніж знову повернутися до своєї звичної плетеної та звивистої форми для проходження через рівнину. Вона впадає в Бруклендську лагуну Тихого океану на північ від Крайстчерча, недалеко від містечка Каяпої.
На відміну від більшості русел річок Нової Зеландії, які незайняті коронними землями, русло річки Ваймакарірі належить Регіональній раді Кентербері (Environment Canterbury) і має особливий охоронний статус.

## Географія

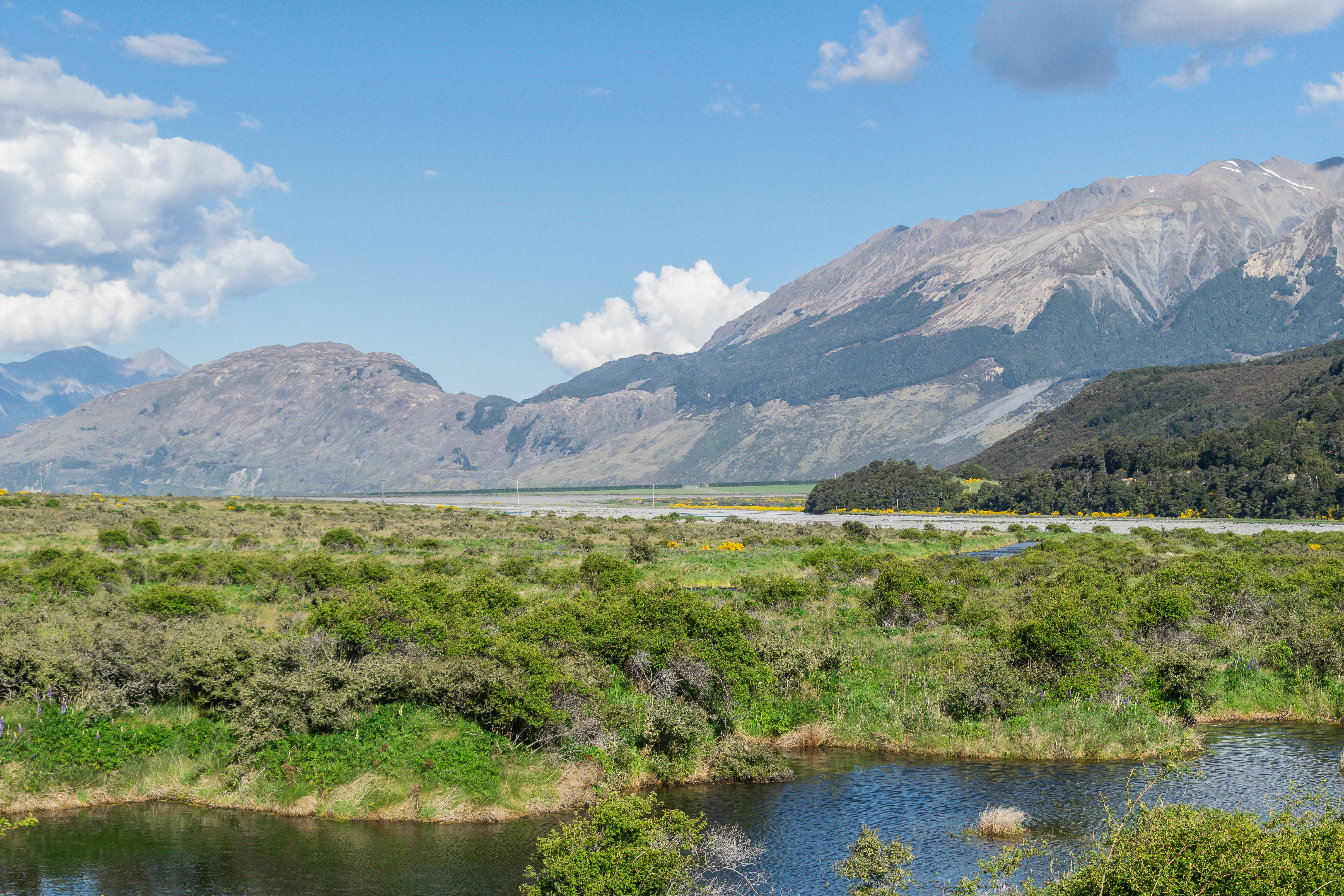
Долина річки Ваймакарірі.

Джерело витоку Ваймакарірі розташоване в Південних Альпах, на висоті 1535 метрів над рівнем моря, на початку долини, за 5 км на захід від перевалу Артура (920 м), де воно в основному живиться таненням снігів і льодовиковим стоком. Річка тече в південному напрямку, перше ніж повернути на схід навколо основи гори Стюарт. Річка на цій ділянці стає плетеною, і в неї впадає ліва притока — річка Білі.
Після впадіння лівої притоки — річки Еск, річка Ваймакарірі втискається у вузьку ущелину і перестає плестись. Ущелина продовжується, допоки річка протікає у передгір'ї Південних Альп, і використовується залізницею «Мідленд Лайн» як частина її ділянки в Південних Альпах. Після виходу річки з передгір'я ущелини Ваймакарірі, вона знову розширюється до плетеної системи.
Опинившись на рівнині Кентербері, Ваймакарірі тече приблизно у напрямку схід-південь-схід до Тихого океану. Як і у випадку з іншими плетеними річковими системами, основні русла часто змінюються в межах первинного русла, особливо в періоди повеней, коли витрата води значно зростає. Геологічні дані свідчать про те, що ця рухливість у минулому поширювалася на саме гирло річки. Вона часом протікала через теперішню територію розташування Крайстчерча і впадала у теперішній лиман Ейвон Гіткоут, і окремо в озеро Еллесмір, на південь від півострова Бенкс. Для захисту Крайстчерча та інших населених пунктів біля річки, з часу заселення з Європи, з обох боків річки було побудовано кілька засобів захисту від повеней, що датуються часом виходу закону про річки Кентербері від 1868 року.
В сучасну історичну добу річка досягає Тихого океану на північ від Крайстчерча, впадаючи в затоку Пегас через лагуну Брукландс. Поряд з двома іншими річками, що впадають у затоку Пегас (річка Ешлі / Ракахурі та річка Вайпара), Ваймакарірі майже повністю відповідає за осад, який утворює затоку та її прибережну рівнину

## Мости
Через розміри річки та характер її долини Ваймакарірі перетинає лише обмежена кількість мостів. Існуючі мости вказані за порядком, від витоку до гирла:

### «Міст Білі»
43°01′11″ пд. ш. 171°35′47″ сх. д. / 43.01981° пд. ш. 171.5964° сх. д.
«Міст Білі» (англ. Bealey Bridge) розташований безпосередньо за 2 км вище за течією, від гирла річки Білі, де вона впадає у Ваймакарірі. Це частина державного шосе SH 73. Міст Білі односмуговий, з перехідною бухтою посередині. Він знаходиться в віддаленому малонаселеному місці і не обслуговує пішоходів.

### Міст «KiwiRail №42»
43°00′42″ пд. ш. 171°42′53″ сх. д. / 43.01153° пд. ш. 171.7148° сх. д.
Міст «KiwiRail № 42» (англ. Kiwirail bridge #42) розташований приблизно за 10 км нижче за течією від «мосту Білі». Через цей міст залізнична лінія Мідленд (Роллстон — Греймут) перетинає річку. Залізничний оператор «KiwiRail» Новозеландської залізничної корпорації, записав цей міст під номером 42 у своєму реєстрі мостів. Міст розташований в місці, де потік Ред Беч впадає у Ваймакарірі з лівого берега.

### Міст «Біла гора»
43°00′21″ пд. ш. 171°44′49″ сх. д. / 43.00573° пд. ш. 171.74686° сх. д.
Міст «Біла гора» (англ. Mount White Bridge) розташований за 2,7 км нижче за течією від мосту «KiwiRail № 42». Він набагато старший за «міст Білі». Абутмент мосту на лівому березі Ваймакарірі розташований у межах дельти, створеної річкою Гавдон, яка впадає з лівого берега перед самим мостом.

### Міст «Ущелини Ваймакарірі»
43°21′36″ пд. ш. 172°03′01″ сх. д. / 43.35987° пд. ш. 172.05027° сх. д.
Міст «Ущелини Ваймакарірі» (англ. Waimakariri Gorge Bridge) розташований за 46 км нижче за течією від мосту «Біла гора». Цей міст був завершений в 1877 році і спочатку обслуговував як автомобільний, так і залізничний рух (Оксфордського відділення залізниці). Міст входить до Фонду спадщини Нової Зеландії як споруда ІІ категорії.

### Мости «SH1 Ваймакарірі»
43°24′55″ пд. ш. 172°38′48″ сх. д. / 43.41519° пд. ш. 172.64672° сх. д.
Мости «SH1 Ваймакарірі» (англ. SH1 Waimakariri Bridges) — це два мости, що з'єднують Крайстчерч із регіоном на північ від річки Ваймакарірі через державне шосе SH 1. Вони розташовані за 48 км нижче за течією від мосту «Ущелини Ваймакарірі». Як частина Північної автостради Крайстчерча, кожен міст був розширений з двох до трьох смуг протягом 2020 року і була збудована додатково велодоріжка.

### Головний Північно-дорожній міст
43°24′47″ пд. ш. 172°39′05″ сх. д. / 43.41310° пд. ш. 172.65137° сх. д.
Головний Північно-дорожній міст (англ. Main North Road bridge) — автомобільний міст «Північної дороги», який розташований за 400 м нижче за течією від державних мостів «SH1 Ваймакарірі». Цей міст часто називають Старим мостом Ваймакарірі. Міст двосмуговий, немає пішохідних та велосипедних доріжок.

### Міст «KiwiRail №17»
43°24′47″ пд. ш. 172°39′05″ сх. д. / 43.41293° пд. ш. 172.65151° сх. д.
Міст «KiwiRail № 17» (англ. Kiwirail bridge #17) розташований безпосередньо за течією від головного Північно-дорожнього мосту. Через цей міст Головна Північна залізнична лінія перетинає річку. «KiwiRail» записав цей міст як номер 17 у своєму реєстрі мостів.

### Галерея мостів
| Зображення мосту через річку, із засніженими горами на задньому плані |
| «Міст Білі»                                                           |

| Зображення двох локомотивів, що тягнуть поїзд через міст |
| Міст «KiwiRail №42»                                      |

| Зображення мосту через річку |
| Міст «Біла гора»             |

| Зображення мосту високо над річкою |
| Міст ущелини Ваймакарірі           |

|                                       |
| SH1 Мости Ваймакарірі (вид на північ) |

|                                 |
| Головний Північно-дорожній міст |

|                     |
| Міст «KiwiRail №17» |

## Екологія
Як одна з найбільших річок на рівнинах Кентербері, Ваймакарірі є важливим середовищем існування для дикої природи, включаючи багато видів, що перебувають під загрозою зникнення як рослин, так і тварин. На сухих ділянках русла річки живуть чорноморді крячки, де плетене русло річці є природним бар'єром для хижаків. Річка та її притоки є домом для кількох ендемічних видів, в тому числі раки / кура, новозеландський довгоперий вугор, короткоплавниковий вугор, а також багатьох інших видів міног і безхребетних. Річка також є одним з небагатьох місць існування кентерберійських мулових риб (коваро), які раніше населяли водно-болотні угіддя на рівнинах Кентербері, тоді як частина її берега є домом для однієї з лише двох відомих популяцій олеарії аденокарпи.
Інтродукована риба також поширена на всій території річки Ваймакарірі, що робить річку популярним місцем для риболовлі. Як і більшість Нової Зеландії, сюди в першу чергу входять коричнева та райдужна форель, а також лосось чинук (Oncorhynchus tshawytscha). Поява популяції лосося датується початком 1900-х років, коли він був завезений з Каліфорнії, і влітку внаслідок цього велика кількість лососів з'являється біля гирла річки.

## Розвиток

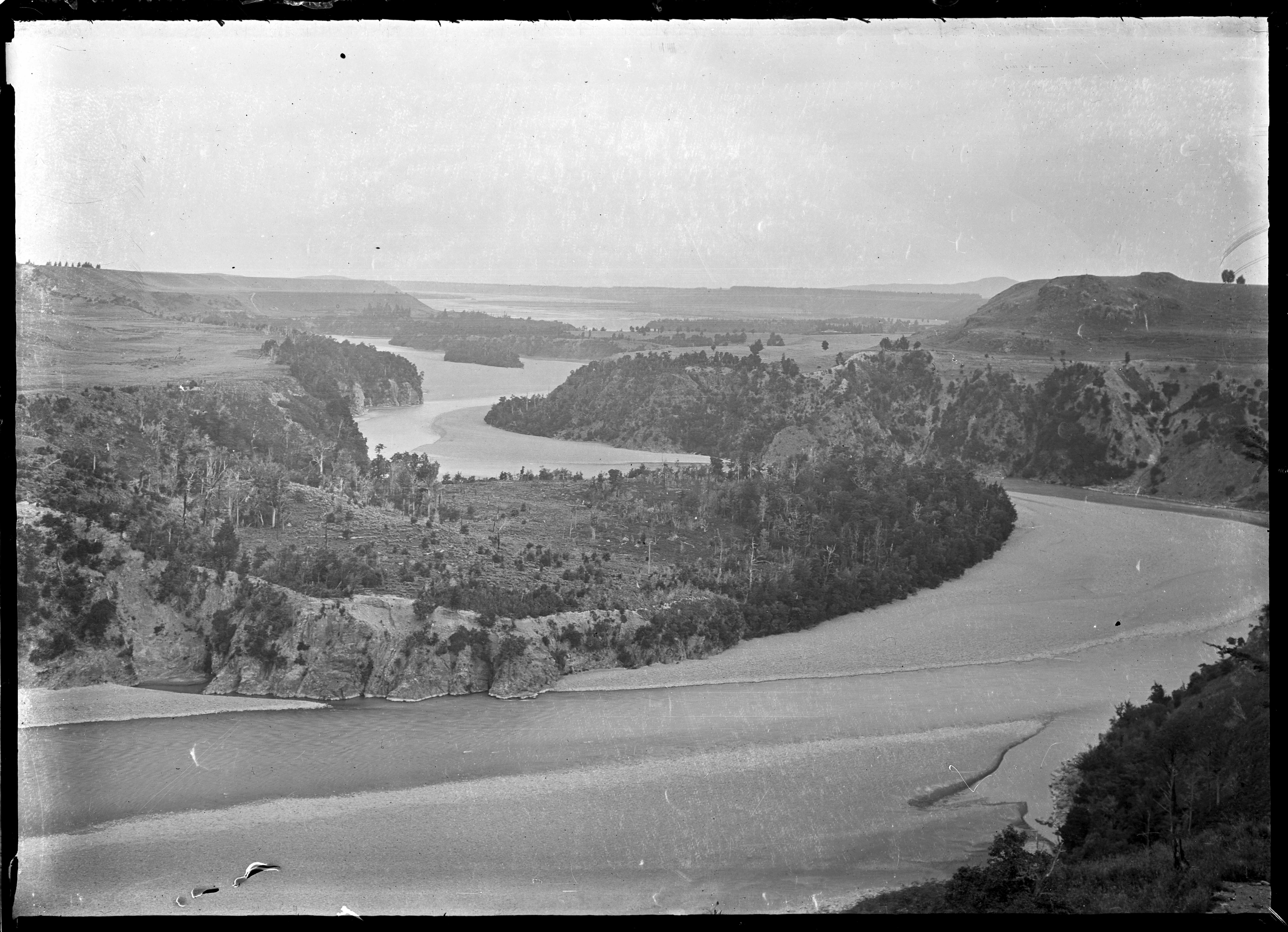
Вид на річку в Ковай-Буші поблизу Спрінгфілда, 1927 рік

У 1923 році річка в основному досліджувалася на предмет греблі гідроелектростанції для постачання електрикою Крайстчерча. Він отримав підтримку з боку громади, але гребля так і не була побудована, оскільки уряд запропонував недорогу електроенергію за схемою озера Колридж.

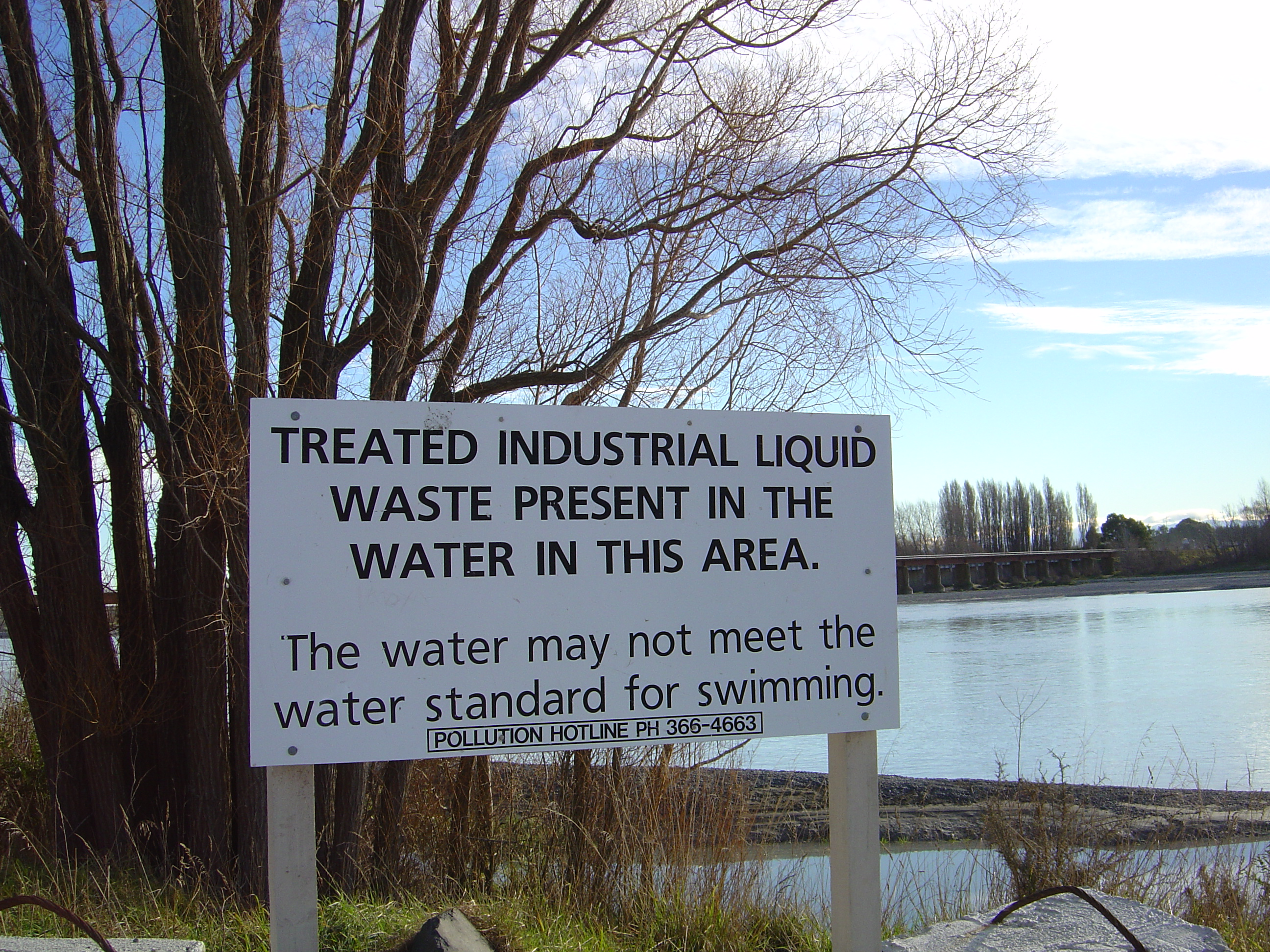
Знак забруднення води в нижній течії річки

Трест «Central Plains Water» пропонує забирати 40 кубічних метрів води в секунду з двох точок на річці Ваймакарірі в рамках програми підвищення якості води на Центральних рівнинах.

## Забруднення
У 2007 році Ваймакарірі було визнано однією з десяти найзабрудненіших з великих річок Нової Зеландії. Частина забруднення була спричинена рідкими відходами підприємств таких галузей, як м'ясопереробна та очищення шерсті, що розташовані поблизу річки. Відходи скидались безпосередньо у річку, але станом на 2012 рік вони були подані до комунальних очисних споруд. Були також деякі проблеми з недотриманням зобов'язань на використання водних ресурсів.

## Нотатки
1. ↑  Плетена течія річки характеризується мережним руслом, по якому в період високих вод безсистемно переміщаються руслові потоки, які розбиваються на мережу річкових каналів, окремих русел, створюючи вигляд русла з численними рукавами, розділених невеликими, часто тимчасовими, островами, які називаються плетеними брусками. В межень деякі русла можуть пересихати.
2. ↑  На задньому плані показано сусідній автомобільний міст.
3. ↑  На задньому плані показано сусідній автомобільний міст.